# Catherine Erard
Catherine Erard, de son vrai nom Raymonde Erard, est une actrice française née le 23 mars 1928 à Strasbourg et morte le 27 mars 2009 à Nancy.

## Filmographie

### Cinéma

#### Longs métrages
- 1946 : Amour, Délices et Orgues de André Berthomieu : Yolande de Cœur Joly
- 1950 : Ce siècle a cinquante ans de Denise Tual
- 1951 : La Grande Vie de Henri Schneider
- 1951 : Une histoire d'amour de Guy Lefranc : Odile
- 1952 : Trois femmes d'André Michel : Mouche
- 1952 : Le Crime du Bouif de André Cerf : Gaby
- 1952 : La Danseuse nue de Pierre Louis : Colette Andris
- 1953 : Le Témoin de minuit de Dimitri Kirsanoff : Muriel
- 1953 : La Route du bonheur de Maurice Labro et Giorgio Simonelli : Marina, l'institutrice
- 1953 : Les Enfants de l'amour de Léonide Moguy : Une future mère
- 1954 : Les hommes ne pensent qu'à ça de Yves Robert : Nicole
- 1956 : Si Paris nous était conté de Sacha Guitry : La jeune journaliste
- 1956 : Les Mains liées de Roland Quignon, Aloysius Vachet et Paul Vandenberghe : Fanny

#### Court et moyen métrage
- 1951 : Bon voyage mademoiselle de Bernard Borderie
- 1951 : Le bonhomme jadis de Charles-Félix Tavano

### Télévision
- 1956 : En votre âme et conscience, épisode : Le Serrurier de Sannois de  Claude Barma
- 1959 : En votre âme et conscience :  L'Affaire Troppmann ou "les Ruines de Herrenfluh" de Claude Barma

## Théâtre
- 1951 : Le Congrès de Clermont-Ferrand de Marcel Franck, mise en scène Christian Gérard, Théâtre de la Potinière
- 1953 : Dorothée de Jean Wall d'après S. N. Behrman et William Somerset Maugham, mise en scène Jean Wall, Théâtre Saint-Georges
- 1954 : Eugénie les larm’aux yeux de Charles Dorat, mise en scène Maurice Jacquemont, Studio des Champs-Élysées
- 1954 : L’Amour des quatre colonels de Peter Ustinov, adaptation Marc-Gilbert Sauvajon, mise en scène Jean-Pierre Grenier, Théâtre Fontaine
- 1960 : L'Enfant de la route d'Isabelle Georges Schreiber, mise en scène Pierre Valde, Théâtre de l'Œuvre